# 新都桥乌头
新都桥乌头（学名：Aconitum tongolense）为毛茛科乌头属下的一个种。

## 扩展阅读
- 維基物種上的相關：新都桥乌头